# Sylvie von Ziegesar
Sylvie Koethe (Sylvie von Ziegesar) (* 21. Juni 1785 auf Gut Drackendorf bei Jena; † 13. Februar 1858 in Großneuhausen bei Sömmerda) war eine Freundin der Malerin Louise Seidler und Gegenstand des Gedichts An Sylvie von Ziegesar von Johann Wolfgang von Goethe.

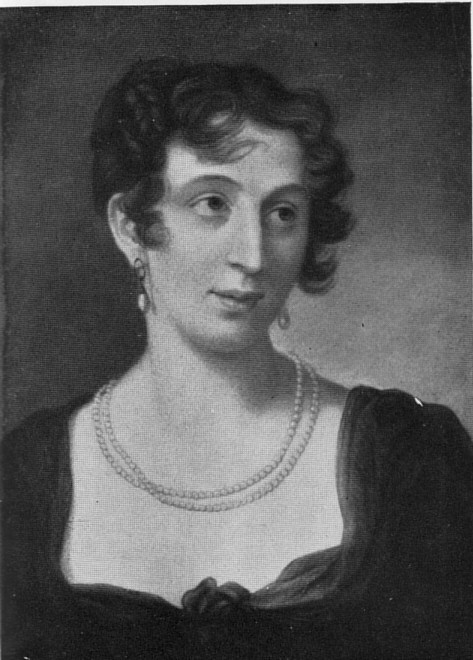
Sylvie von Ziegesar
Pastellgemälde von Louise Seidler

## Leben
Sylvie von Ziegesar kam 1785 als Tochter des Gothaer Geheimrats August Friedrich Karl und der Magdalene Auguste von Ziegesar geb. von Wangenheim auf dem Gut Drackendorf bei Jena zur Welt. Ihr Vater bekleidete im Herzogtum Sachsen-Gotha-Altenburg (zuletzt in Sachsen-Weimar-Eisenach) zahlreiche Ämter, zu denen auch das des Kanzlers gehörte. Er kannte Goethe als Freund der Familie.
In Jena war Sylvie von Ziegesar mit Louise Seidler und Pauline Gotter, der späteren Gattin des Jenaer Professors Friedrich Wilhelm Schelling befreundet. Sylvie Ziegesar hatte vollberechtigt Zugang zu den geistig hochstehenden Kreisen Jenas, das zu jener Zeit schöpferische Geister wie Friedrich Schiller, Johann Gottlieb Fichte, Friedrich Wilhelm Schelling, Georg Wilhelm Friedrich Hegel, die Brüder Alexander und Wilhelm von Humboldt, die Brüder Friedrich und August Wilhelm Schlegel, Friedrich Tieck, Clemens Brentano, Johann Heinrich Voß, Heinrich Eberhard Gottlob Paulus, Friedrich Immanuel Niethammer, Zacharias Werner und andere beherbergte. Bereits 1802 lernte Sylvie von Ziegesar im Hause ihres Vaters den damals 53-jährigen Goethe kennen.

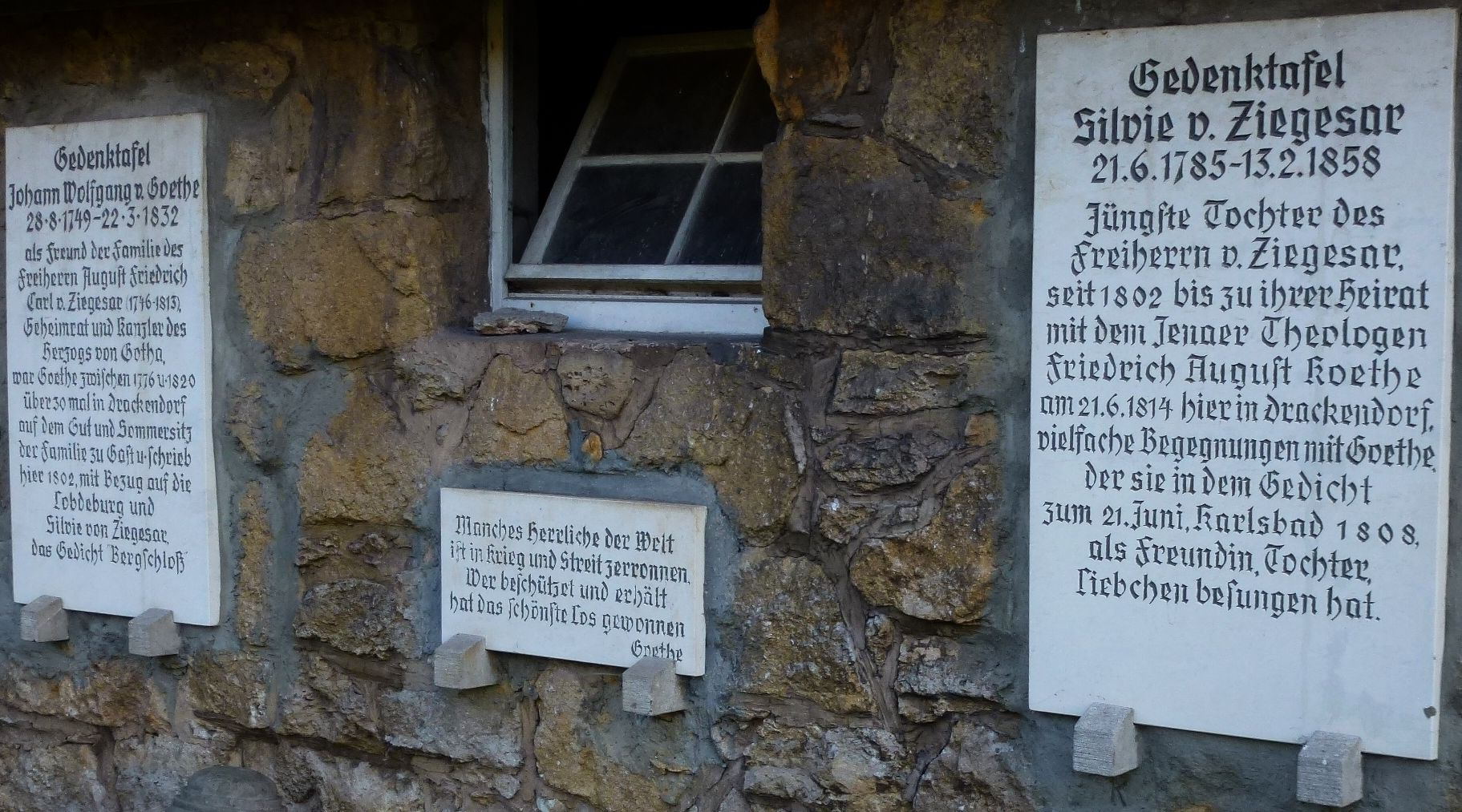
Gedenktafeln an der Kirche in Drackendorf

Im Frühsommer 1808 widmete sich Goethe bei einem Kuraufenthalt in Karlsbad der schönen Sylvie von Ziegesar und ihrer Freundin Pauline Gotter. In dem großen Gedicht An Sylvie von Ziegesar begrüßte er sie als Tochter, Freundin, Liebchen. Noch andere Gedichte und zahlreiche Briefe bezeugten die herzlichen Beziehungen zwischen beiden, die auch nach ihrer Heirat 1814 mit dem Professor und Garnisonsprediger sowie späteren Allstädter Superintendenten Friedrich August Koethe (1781–1850)  fortdauerte, der Begründer des Sammelwerks Zeitgenössische Biographien und Charakteristiken war. Goethe besuchte sogar das junge Paar in Jena und wurde Pate ihres ersten Kindes. Züge Sylvie von Ziegesars sind in die Gestalt der Ottilie in den Wahlverwandtschaften eingegangen.
Am 13. Februar 1858 starb Sylvie Koethe (geb. von Ziegesar) in Großneuhausen bei Sömmerda, wo ihr Neffe Ottobald von Werthern ein Schloss besaß. Ihre Grabstätte ist in Großneuhausen noch zu besichtigen.
Mit ihr sind in der Grabstätte noch ein Sohn Carl (10. Oktober 1816 – 10. Februar 1853) und eine Tochter Selma (22. April 1815 – 12. Juni 1866) beigesetzt. Unweit davon befindet sich ferner die Grabstätte ihrer Schwester – Cäcilie von Werthern.
Die Autorin Cecily von Ziegesar ist eine Nachfahrin von Sylvie.

## Ehrungen
Zu Ehren von Sylvie von Ziegesar benannte Jena die Ziegesarstrasse nach ihr.